# Babīte-See
Der Babīte-See (lettisch: Babītes ezers) ist ein großer See in Lettland etwa 25 km westlich der Hauptstadt Riga.

## Geographie
Der flache Lagunensee verläuft parallel zum Unterlauf der Lielupe (dt.: Kurländische Aa). Die Zuflüsse sind Gate, Dzilnupe und Neriņa. Die einzige Insel im See hat eine Fläche von 27 Hektar. Seit dem 19. Jahrhundert wurde der Abfluss in die Lielupe mehrmals durch Kanalbauten weiter nach Osten verlegt. Seit dem Bau des Varkaļi-Kanals 1988 wird der Durchfluss auf der gesamten Seelänge gewährleistet.

## Geschichte
Am Nordufer oder an der Nordostecke des Babīte-Sees stand im 13. Jahrhundert eine in den Urkunden als „Castrum Babat“ bezeichnete Burg. Dort berührten sich die Einflussbereiche der Stadt Riga und des Bistums Semgallen.

## Flora und Fauna
Flache Stellen sind mit Schilfrohr bewachsen.
Im See sind 17 verschiedene Fischarten nachgewiesen. Für Zugvögel hat der See als Sammel- und Durchgangsort eine wichtige Funktion. Der Großteil des Sees steht unter Naturschutz.